# المطلة (شمال سيناء)
المطلة إحدى قرى مركز رفح التابع لمحافظة شمال سيناء بجمهورية مصر العربية.